# Eupithecia albibasaria
Eupithecia albibasaria är en fjärilsart som beskrevs av Jones. Eupithecia albibasaria ingår i släktet Eupithecia och familjen mätare. Inga underarter finns listade i Catalogue of Life.